# Kobayakawa Hideaki
Kobayakawa Hideaki (小早川 秀秋?; 1582 – 1º dicembre 1602) è stato un militare giapponese, quinto figlio di Kinoshita Iesada e nipote di Toyotomi Hideyoshi.
Iniziò la sua carriera come paggio presso i Kuroda, per poi essere adottato nella famiglia Toyotomi. Fu poi nuovamente adottato da Kobayakawa Takakage e solo allora assunse il nome Hideaki assieme al titolo di Chunagon (中納言).
Prese parte alla seconda campagna di Corea nel 1597, ma a causa del suo comportamento durante l'invasione fu fortemente criticato dal kampaku, avvertito della condotta del nipote da Ishida Mitsunari, che lo allontanò dalle sue terre. Ma se si era comportato debolmente durante in battaglia, allo stesso modo aveva trattato le sue truppe dalla violenza indiscriminata contro donne e bambini, e per molti altri generali questa fu una macchia indelebile per un samurai. Il rimprovero gli costò il suo feudo da 336.000 koku nel Kyūshū, e fu spostato nell'Echizen con una rendita di 120.000. 
Alla morte di Hideyoshi nel 1598, le simpatie di Hideaki erano per Tokugawa Ieyasu, ma la sua parentela con il defunto Taiko lo obbligava a schierarsi dalla parte dell'erede, per cui tuttavia si batteva l'odiato Ishida. Tuttavia Hideaki continuò, per tutta l'estate del 1600, a intrattenere rapporti con Ieyasu. La lealtà di Kobayakawa era messa in dubbio da entrambe le parti, ma il suo intervento all'assedio di Fushimi convinse Ishida di essersi guadagnato la fedeltà dell'antico rivale. E invece, nella decisiva battaglia di Sekigahara, Hideaki passò ore inattivo sulla cima della collina su cui era accampato, incerto sul da farsi e riluttante ad obbedire agli ordini di Ishida. Alla fine, verso mezzogiorno, quando i suoi alleati avevano quasi la vittoria in pugno, Hideaki tradì il suo schieramento, servendo così la vittoria a Ieyasu su un piatto d'argento. 
Volendo vendicarsi di tutte le offese subite, Hideaki attaccò la base di Ishida al castello di Sawayama, difeso dal padre e dal fratello del rivale. La vittoria fu semplice, dato che Hideaki disponeva di 12.000 uomini contro solo 200 assediati.
Dopo la campagna Ieyasu lo ricompensò con 500.000 koku in feudi nel Bizen e nel Mimasaka, ma non gli accordò mai una totale fiducia. Nonostante fosse stato la chiave per la vittoria del futuro shōgun, Hideaki restava pur sempre un traditore. I rimorsi e i sensi di colpa lo portarono presto alla follia e Hideaki morì a soli vent'anni nel 1602, estinguendo per sempre la stirpe dei Kobayakawa in quanto non ebbe alcun erede; le sue terre finirono in mano al vicino clan Ikeda.